# باهولو
باهولو أو باولو (جاوي : باهولو) هي معجنات الملايو التقليدية. تشابه كعكة مجدولين لكنها دائرية ولها مكوناتٌ مختلفة. ثمة ثلاثة أنواع منها، فأكثرها شيوعًا هي باهولو الأملج الحمضي (على شكل نجمة) والأكثر مراوغة باهولو جُلُنج (على شكل لفائف) وباهولو اللازورد (متعدد الطبقات). يُعتقد أن أصل الباهولو نشأ في شبه جزيرة الملايو خلال حقبة الاستعمار. يقدم عادة خلال عيد الفطر وكذلك خلال العام القمري الجديد.
تحظى هذه المعجنات في إندونيسيا بشعبية كبيرة في كليمنتان وخاصة في بونتيناك وسمباس وسِنغكَوَنغ في غرب كالمنتان.